# (35946) 1999 KO4
1999 KO4 (asteroide 35946) é um asteroide da cintura principal. Possui uma excentricidade de 0.15009490 e uma inclinação de 3.19976º.
Este asteroide foi descoberto no dia 20 de maio de 1999 por Paul G. Comba em Prescott.